# Verklista för Lars-Erik Larsson
Verklista för Lars-Erik Larsson.
Huvudsakligen verk utgivna i noter eller inspelning. För fler verk se ref Statens Musikbibliotek (första) nedan. "insp" markerar att verket finns inspelat.

## Piano
- Sommarkvällar (1926)
  1. Gångtrall
  2. Aftonstämning
  3. Myggdans (Intermezzo)
  4. Älvlek
  5. Månhymn
  6. På nattvandring
- Tre poem för piano (1926)
- Två humoresker för piano (1926)
- 10 tvåstämmiga pianostycken (1932) Verket är gjort i tolvtonsteknik han blev därmed den förste svenske kompositör som använde denna teknik.
- Sonatin nr 1 Op.16 (1936) Uruppförd 12 april 1937 i Stockholm av Maxim Schur.
  1. Allegro con moto
  2. Intermezzo Allegretto
  3. Lento espresivo
  4. Presto
- Croquiser Op.38 (1946-1947), 6 stycken för piano,
  1. Capriccioso
  2. Grazioso
  3. Semplice
  4. Scherzando
  5. Espressivo (insp av L-E Larsson)
  6. Ritmico
- Sonatin nr 2 Op.39 (1947) (insp)
- Sonatiner för piano Op.41 (1950)
- Tolv små pianostycken Op.47 (1960)
- Sju små fugor med preludier i gammal stil Op.58 (1969) (Sette fughette con preludii in modo antico)
- Lätta spelstycken för piano Op.56 (1969)
- Fem pianostycken Op.57 (1969)
  1. Humoresk
  2. Barkarol
  3. Burlesk
  4. Valse-caprice
  5. Perpetuum mobile

## Kammarmusik

### Stråkkvartett
- Intima miniatyrer Op.20 (1938) Uruppförd 25 oktober 1940 på Fylkingen i Stockholm av Primkvartetten (insp 1991)
  1. Adagio
  2. Allegro moderato
  3. Andante sostenuto
  4. Allegro
- Fem skisser(1956)
- Stråkkvartett nr 1 Op.31 (1944) Uruppförd 21 november 1944 i Sveriges radio av Skånekvartetten.
- Quartetto alla serenata Op.44 (1955), uruppförd 10 juni 1955 vid Stockholms festspel av Kyndelkvartetten
  1. Allegro giocoso
  2. Canzonetta
  3. Andante tranquillo
- Stråkkvartett nr 3 Op.65 (1975) Uruppförd 24 april 1976 i Stockholm av Saulescokvartetten
  1. Allegro
  2. Allegretto-Presto-Allegretto
  3. Largo

### Kammarorkester
- Pastoralsvit Op.19 (1938) Uruppförd den 23 maj 1939 i Sveriges radio (insp).
- Lyrisk fantasi Op.54 (1967) Uruppförd 10 november 1967 i Sveriges radio av Sveriges radios Symfoniorkester, dirigent Stig Westerberg.

### Övrigt
- Sonatin i g-moll för violin och piano. Op.3 (1928) Uruppförd 27 november 1928 i Katedralskolan i Lund av Nora Duesberg-Baranowski och Wasili Baranowski.
- Tre nocturner för cello och harpa. (1941) Uruppförd 7 december 1941 i Sveriges Radio av Gustav Gröndahl och Janine Moreau
- Quattro tempi divertimento för blåskvintett. Op.55 (1968), uruppförd 19 januari 1969 i Stockholm (Samtida Musik) av Blåsarkvintett '54
  1. Tranquillo
  2. Agitato
  3. Sostenuto
  4. Giocoso
- Sonatin för violoncell och piano Op.60 (1969) uruppförd 6 november 1969 i Malmö av Hege Waldeland och Janåke Larsson
  1. Allegretto
  2. Andante pastorale
  3. Allegro
- Tre stycken för klarinett och piano Op.61 (1970)
- Aubade för oboe, violin, viola och violoncell. Op.63 (1972), uruppförd 19 februari 1973 i Göteborg av Eberhard Boettcher och stråktrio.
  1. Lento
  2. Allegro

## Orkester
- Symfoni nr 1 i D-dur, Op.2 (1927-1928), uruppförd 27 april 1929 på Musikaliska akademien i Stockholm av Musikkonservatoriets elevorkester, dirigent L-E Larsson. (insp)
- Symfonisk skiss, opus 5 (1930), uruppförd 6 februari 1944 i Sveriges radio av Radioorkestern, dirigent Tor Mann
- Symfoni nr 2, opus 17 (1936-1937), uruppförd 24 november 1937 i Stockholms Konserthus av Konserthusets orkester, dirigent L-E Larsson, verket återkallat av Larsson (insp).
- Ostinato, ur Symfoni nr 2 Op.17 (1936-37), uruppförd 1 april 1939 vid ISCM-festen i Warszawa, (insp 1995, dirigent: L-E Larsson).
- Symfoni nr 3 Op.34 (1944-1945), uruppförd 10 februari 1946 i Stockholms konserthus av Konsertföreningens orkester, dirigent Tor Mann (insp).
- Konsertouvertyr nr 1 Op.4 (1929), uruppförd 7 mars 1934 i Gävle av Gävleborgs orkesterförening, dirigent L-E Larsson.
- Konsertouvertyr nr 2 Op.13 (1934), uruppförd 27 december 1935 i Göteborg av Göteborgs orkesterförening, dirigent Tor Mann.
- Musik för orkester, op. 40 (1949), uruppförd 12 januari 1950 vid Stiftelsen Malmö Konserthus 25-årsjubileum av Malmö symfoniorkester, dirigent S-Å Axelson
- Festmusik för orkester, Op.22 (1939), uruppförd 6 juli 1939 i Sveriges Radio av Stockholms radioorkester, dirigent Tor Mann.
- Divertimenti för liten orkester, Op.15 (1935), uruppförd 18 oktober 1936 i Göteborg av Göteborgs orkesterförening, dirigent Tor Mann.
- Tre orkesterstycken, opus 49 (1960), uruppförd 26 januari 1962 i Sveriges Radio av Stockholms filharmoniska orkester, dirigent Sixten Ehrling.
- Intrada för orkester (1961)
- Orkestervariationer Op.50 (1962), uruppförd 3 mars 1963 i Sveriges radio av Radioorkestern, dirigent Sixten Ehrling (insp).
- Due auguri per orchestra Op.62 (1971), uruppförd 7 september 1971 i Sveriges radio av Radioorkestern, dirigent Stig Westerberg.
- Barococo, svit för orkester, Op.64 (1973), uruppförd 13 oktober 1974 i Råå av Råå musiksällskap, dirigent Hugo Andersson. Av Larsson även benämnd "Råårokoko" i autograf (ordlek, jfr val av uruppförare)
- Musica permutatio för orkester, Op.66 (1980), uruppförd 27 februari 1982 i Berwaldhallen / Sveriges radio av Sveriges Radios symfoniorkester, dirigent Göran W Nilson

### Konserter
- Concerto för violoncell och orkester opus 37 (1947), uruppförd 29 april 1948 i Sveriges radio av Gunnar Norrby, Radiotjänsts symfoniorketer, dirigent Tor Mann.
- Konsert för violin och orkester, opus 42 (1952), uruppförd 11 januari 1953 i Sveriges radio av André Gertler, Radioorkestern, dirigent Sten Frykberg.
  1. Moderato
  2. Andante pastorale
  3. Lento

### Stråkorkester
- Sinfonietta Op.10 (1932), uruppförd 14 december 1932 i Göteborg av Göteborgs orkesterförening, dirigent Tor Mann, även uppförd i Florens 1934 (insp).
- Liten serenad Op.12 (1934), uruppförd 7 mars 1934 i Gävle av Gävleborgs orkesterförening, dirigent L-E Larsson (insp).
- Två stycken för stråkorkester, Nr 1, Andante uruppfört 12 november 1944 i Sveriges radio av Radiotjänsts symfoniorkester, dirigent Lars-Erik Larsson.
- Adagio  Op.48 (1960), uruppförd 3 november 1961 i Sveriges radio, Göteborg av Göteborgs symfoniorkester, dirigent Sixten Eckerberg.

#### Konserter
- Konsert för saxofon och stråkorkester, Op.14 (1934), dedicerad till Sigurd Rascher (1907-), uruppförd 27 november 1934 i Norrköping av Norrköpings orkesterförening med Sigurd M Rascher, dirigent T Benner (insp)
- Tolv concertini för olika soloinstrument samt stråkorkester, Op.45:1-12 (1955-57) (insp).
  - nr 1 för flöjt (1955), uruppförd 27 oktober 1957 i Sveriges radio av Carl Achatz och Norrköpings radioorkester, dirigent Herbert Blomstedt
  - nr 2 för oboe (1955)
  - nr 3 för klarinett (1957), uruppförd 23 november 1957 i Sveriges radio av Thore Jansson och Sveriges radios symfoniorkester, dirigent Herbert Blomstedt
  - nr 4 för fagott (1955), uruppförd 10 december 1957 i Sveriges radio av Tore Rönnerbäck och Göteborgs radioorkester, dirigent Gunnar Staern
  - nr 5 för horn (1955), uruppförd 24 januari 1958 i Malmö av Wilhelm Lanzky-Otto, Malmö radioorkester, dirigent Sten-Åke Axelson
  - nr 6 för trumpet (1957), uruppförd 2 februari 1958 i Stockholm av Göran Åkerstedt, Skolorkestern, dirigent Sven-Erik Bäck
  - nr 7 för trombon (1955), uruppförd 16 februari 1958 i Helsingborg av Sven Svensson och Helsingborgs symfoniorkester, dirigent Håkan von Eichwald
  - nr 8 för violin (1956), uruppförd 13 mars 1958 i Göteborg av Leo Berlin och Göteborgs radioorkester, dirigent Sixten Eckerberg
  - nr 9 för viola (1957), uruppförd 1 mars 1958 i Sveriges radio av B Appelbom och Sveriges radios symfoniorkester, dirigent Tor Mann
  - nr 10 för violoncell (1956), uruppförd 7 april 1958 på Folkliga musikskolan, Ingesund (Arvika), av Guido Vecchi, dirigent Nils L Wallin
  - nr 11 för kontrabas (1957), uruppförd 25 april 1958 i Stockholm av Thorsten Sjögren, Musikhögskolans elevorkester, dirigent Sture Pettersson
  - nr 12 för piano (1957), uruppförd 18 maj 1958 i Sveriges radio av Käbi Laretei och Sveriges radios symfoniorkester, dirigent Herbert Blomstedt

#### Övriga
- Serenad för stråkorkester med 2 violiner och cello solo (1936)
- Pastoral för flöjt, klarinett, harpa och liten stråkorkester (1937)
- Gustaviansk svit för flöjt, cembalo och stråkorkester, Op.28 (1943-44), uruppförd 9 december 1944 på Sveriges radio av Sveriges radios kammarorkester, dirigent L-E Larsson.
  1. Entrada
  2. Pastorale (med flöjt)
  3. Andante grazioso
  4. Arietta (med flöjt)
  5. Festivo
- Det svenska landet, lyrisk svit för liten stråkorkester, Op.27 (1941).

### Blåsorkester
- Liten marsch (1936)

## Vokalmusik

### Sång och piano
- Nio sånger för röst och piano, opus 35 (1946), text Hjalmar Gullberg, uruppförd 19 maj 1946 på Sveriges radio av Margareta Bergström.
  1. Turandot
  2. Jag väntar månen
  3. Serenad
  4. Bortom berg och mörka vatten
  5. För vilsna fötter sjunger gräset
  6. Allmänna salen
  7. Skyn, blomman och en lärka
  8. Långt bortom detta
  9. Kyssande vind
- Tolv visor, för röst och piano (1955)
  1. Magdalena
  2. Dans i Dödåker
  3. Den försmådde älskaren
  4. Den skämtsamma ålderdomen
  5. En visa från Roslagen
  6. En källa skall jag väl finna (Gullpudran)
  7. Kistemålaren
  8. Flickan med kyrkroten
  9. Akvarell
  10. Spansk fantasi
  11. Läkedomsört
  12. En visa till Ester
- Den tanklöse spelmannen och andra visor för röst och piano (1955), text Emil Hagström, uruppförd 6 januari 1957 i Sveriges radio av Gunvor och Folke Sällström
- Åtta sånger för röst och piano, opus 52 (1964)
  1. I denna natt
  2. Du är bönen
  3. Det var oändligt
  4. Att vara två
  5. Nu är det åter stilla
  6. Ja, du är borta
  7. Och det skall komma många tysta dagar
  8. Stilla, älskade.
- Ut mot udden, för röst och piano (1983), text Karl-Ragnar Gierow.

### Övrigt
- Nordens länder för blandad kör a cappella (1950), text av Hans Dhejne
- En spelmans jordafärd, ballad för baryton och orkester med text av Dan Andersson (i Svarta ballader, 1917) opus 1 (1927),  uruppförd 15 december 1927 på Musikaliska akademien av E Waermö, dirigent L-E Larsson (insp).
- De nakna trädens sånger, divertimento för manskör a cappella, opus 7 (1932), text av Sigfrid Siwertz, uruppförd 4 oktober 1937
  1. Den unga lönnen
  2. Linden
  3. Björken
  4. Pilarna
  5. Ekarna
  6. Poppeln
- Flugsurr för manskör a cappella (1932), text av Karl August Tavaststjerna.
- Det ljusa landet, kantat för soli, blandad kör och orkester, opus 11 (1933), text Joel Rundt, uruppförd 24 april 1938 i Växjö av Växjö Musiksällskap, dirigent G Svensson (insp).
- Förklädd gud, lyrisk svit för solister, kör och orkester, opus 24 (1940), text Hjalmar Gullberg, uruppförd 1 april 1940 hos Radiotjänst av Kerstin Torlind, Hugo Hasslo, Olof Molander, Radiokören, Radiotjänsts underhållningsorkester, dirigent L-E Larsson.
- Väktarsånger för baryton, recitativ, manskör och orkester, opus 25 (1940), text Karl Ragnar Gierow, uruppförd 17 december 1940 i Sveriges radio av Joel Berglund, Gabriel Alw, Radions manskör, Radioorkestern, dirigent L-E Larsson.
- Röster från Skansen lyrisk svit för baryton, blandad kör och orkester, opus 26 (1941), text Hjalmar Gullberg, uruppförd 5 september 1941 i Sveriges radio av Anders de Wahl, Sigurd Björling, Radiokören, Sveriges radios underhållningsorkester
- Kyrie och Agnus Dei, för 2-stämmig barn-/damkör (1946)
- Missa brevis, mässa för 3-stämmig blandad kör (1954), uruppförd 16 oktober 1954 i Fylkingen, Stockholm, dirigent Eric Ericsson (insp)
  1. Kyrie
  2. Gloria
  3. Sanctus
  4. Agnus Dei
- Det röda korset, kantat för recitativ, blandad kör och orkester (1944), text Erik Axel Karlfeldt, uruppförd 14 maj 1944 på Kungliga Teatern av Gerda Lundquist, Sigurd Björling, Operakören, Hovkapellet, dirigent K Bendix
- Jordevandrarens pilgrimsdröm för blandad kör a cappella (1958), text av Verner von Heidenstam
- Den befriade Prometheus för 3-stämmig damkör och piano, text översatt av Anders Österling
- Vinteräng för barnkör a cappella, text Harry Martinson
- Soluret och urnan, kantat för baryton, blandad kör och stråkorkester, opus 53 (1966), uruppförd 12 maj 1966 i Stockholm av Erik Saedén, Musikaliska sällskapet, Stockholms filharmoniska orkester.
- Intrada solemnis för 3 körer, 3 trumpeter, 3 tromboner och orgel (1964), text av ärkebiskop Stefan, uruppförd 13 juni 1964 i Uppsala Domkyrka av Uppsala akademiska kammarkör, Uppsala domkyrkokör och gosskör, dirigenter Dan-Olof Stenlund, Henry Weman, Birger Oldermark
- Tre citat för blandad kör á cappella, opus 59 (1969), uruppförd 3 juli 1970 i Sveriges radio av Kammarkören, dirigent Eric Ericson (insp)
  1. Ingen fågel flyger för högt (W Blake)
  2. Kär blir stunden mig då (Horatius)
  3. En hund kallad Ego (Nietzsche)
- Dagens stunder, lyrisk svit för recitativ och orkester, opus 19, uruppförd 11 oktober 1938 i Sveriges radio av Gun Wållgren, Gunnar Sjöberg, Underhållningsorkestern, dirigent L-E Larsson,

### Okänd kategori
- En vintersaga: Fyra vinjetter, opus 18 (1937-38) (insp).

## Scenisk musik (urval)
- Princessan av Cypern, opera i 4 akter, opus 9 (1930-1936), libretto av Zacharias Topelius efter Kalevala, uruppförd 29 april 1937 på Kungliga Teatern av Kungliga operans solister, kör, hovkapellet, dirigent Herbert Sandberg, återkallad av Larsson.
- 3 operabilder ur opus 9
- Arresten på Bohus, opera buffa (1938-1968), text Alf Henrikson
- Linden, balett (1958), uruppförd 30 april 1958 på Kungliga Teatern i Stockholm.
- Domedagshästen, opera
- Färjestället för flöjt, oboe, klarinett och stråkar
- Anne av de tusen dagarna för 3 solister, 3 violiner och luta, text av Maxwell Anderson
- Musik till Sankta Lucia, Legendspel ("kyrkoopera") för recitativ, 5 solister, kör och orkester med text av Martin Hagenfeldt, uruppförd på Kungliga Teatern i Stockholm av Kungliga hovkapellet, dirigent Tor Mann.
- Musik till skådespel av William Shakespeare och August Strindberg

## Filmmusik (urval)
- 1941 – Livet går vidare
- 1941 – Första divisionen
- 1941 – Bara en kvinna
- 1941 – En kvinna ombord
- 1941 – Snapphanar
- 1943 – Elvira Madigan
- 1943 – Kvinnor i fångenskap
- 1943 – Det brinner en eld
- 1943 – Herre med portfölj
- 1944 – Kungajakt
- 1944 – Narkos
- 1944 – Excellensen
- 1944 – Den osynliga muren
- 1944 – Flickan och Djävulen
- 1944 – Snöstormen
- 1945 – Rosen på Tistelön
- 1945 – Två människor
- 1945 – Flickor i hamn
- 1946 – Iris och löjtnantshjärta
- 1954 – Herr Arnes penningar
- 1955 – Enhörningen
- 1957 – Nattens ljus, text Gardar Sahlberg
- 1958 – Laila

## Populärmusik (urval)
- 1940 – Det går över, text Alf Henrikson
- 1940 – Hälsning över haven, text Alf Henrikson
- 1940 – Obligationsmarschen, text Alf Henrikson
- 1941 – Snapphanevisa, text Karl-Ragnar Gierow
- 1943 – Tills det blir sista gång, text Karl-Ragnar Gierow
- 1944 – Allt som jag begär, text Karl-Ragnar Gierow
- 1944 – Att flyga är att leva, text Hasse Ekman

## Förläggare
Lars-Erik Larssons musik är förlagd hos Gehrmans Musikförlag.